# Tren elèctric
Un tren elèctric normalment es considera que el forma una locomotora accionada per electricitat que empeny els vagons. També hi ha trens elèctrics sense locomotora. L'electricitat prové d'una font externa que inclouen unes línies situades per sobre del tren, un tercer rail o un emmagatzemament d'electricitat com són les bateries, un sistema flywheel o cel·les de combustible. Les locomotores elèctriques propulsades per un combustible que elles mateixes transporten es classifiquen com de transmissió dièsel-elèctrica o de turbina de gas elèctriques (segons el sistema de combustible que usin) perquè la combinació motor/generador només serveix com a sistema de transmissió d'energia.

## Prestacions
Un aplicació important de l'electrificació és l'absència de contaminació atmosfèrica per part de les locomotores. A més els motors elèctrics proporcionen més rendiment (sovint del 90%), menors costos de manteniment i menor despesa en energia. També els trens elèctrics fan menys soroll. Les locomotores elèctriques són ideals quan en el trajecte hi ha moltes i freqüents parades. En totes les línies d'alta velocitat es fan servir trens elèctrics com és el cas d'ICE a Alemanya, Acela als Estats Units, Shinkansen al Japó, TGV a França i AVE a Espanya. L'eficiència dels motors elèctrics, tot i ser alta, encara es pot augmentar amb la recuperació de l'energia cinètica. El principal inconvenient de l'electrificació ferroviària és el cost de la infraestructura necessària. La xarxa de ferrocarril és considerada part de la infraestructura estatal, com també ho són les carreteres, espai aeri i línies aquàtiques i, per tant, són finançades per l'estat. Als Estats Units la infraestructura dels ferrocarrils és de propietat privada i, per tant, no hi l'estímul per a fer les inversions en electrificació.

## Història

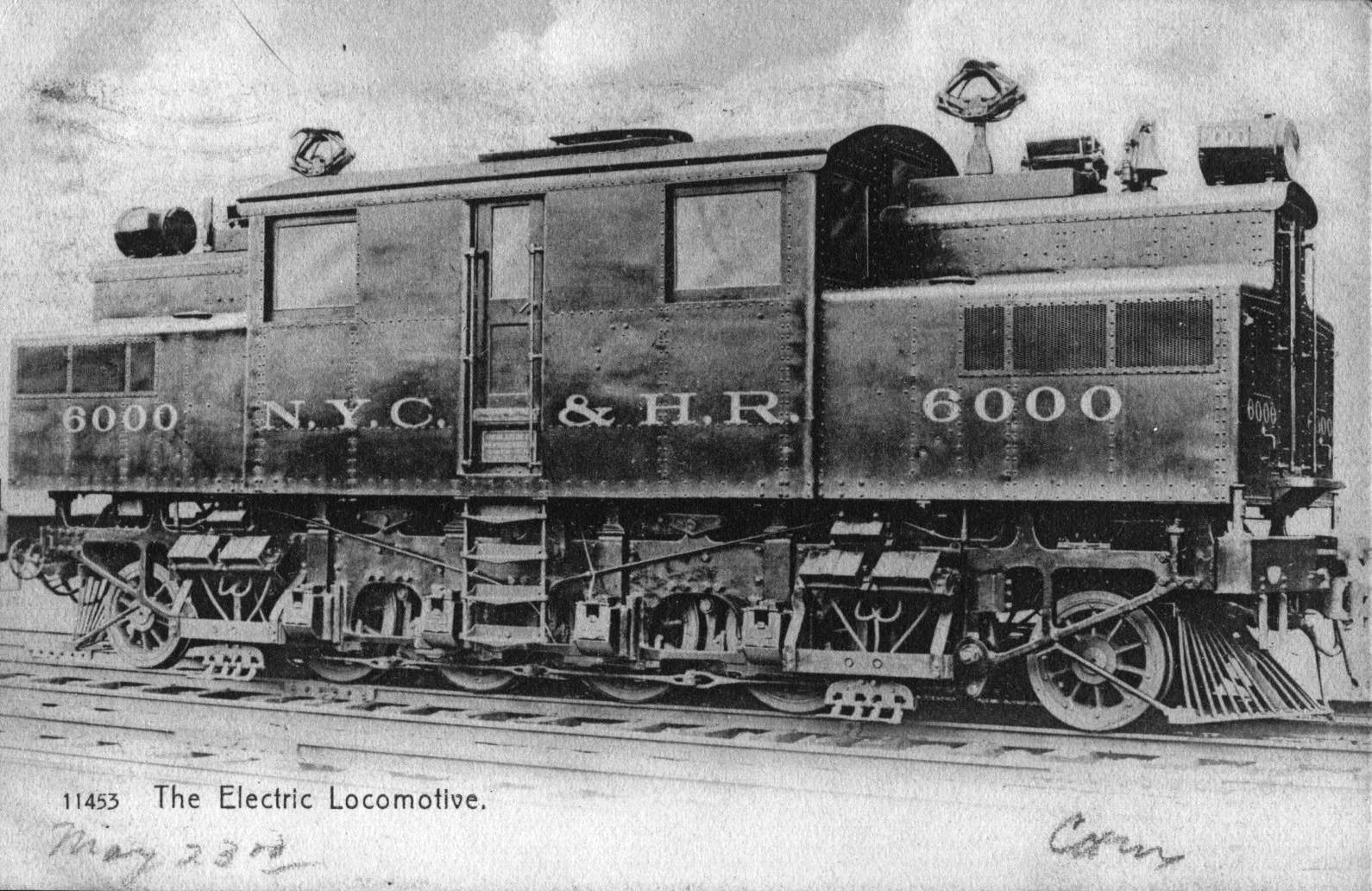
Prototip Alco-GE

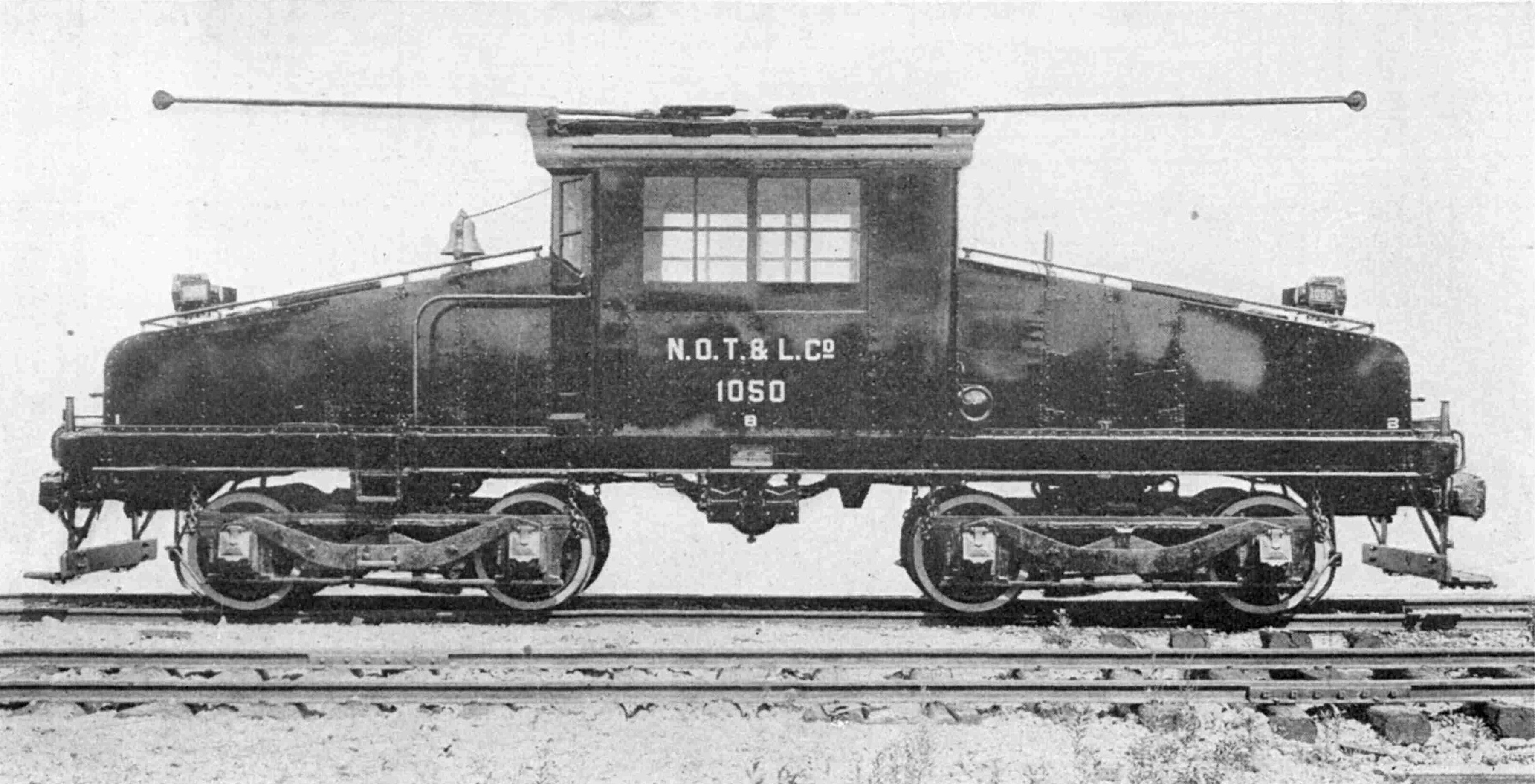
Locomotora de la General Electric.

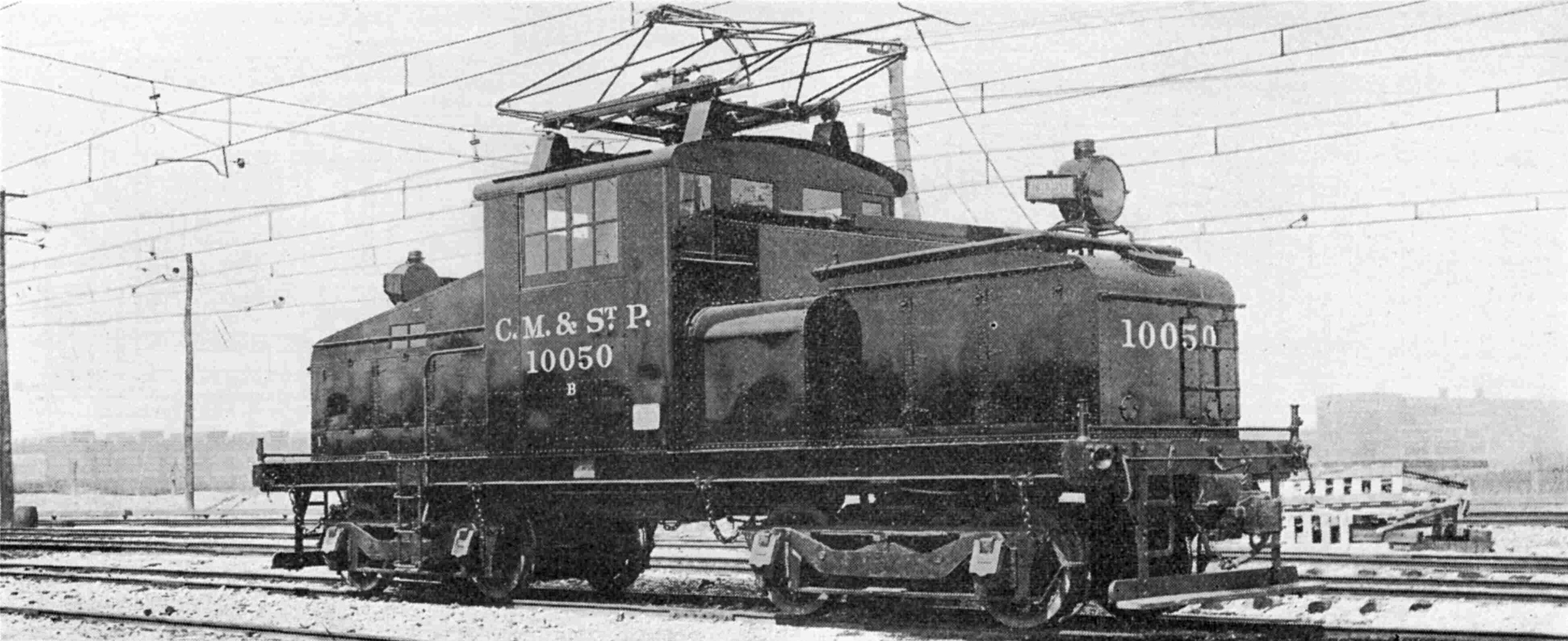
Una Milwaukee Road class ES-2

La primera locomotora elèctrica va ser construïda per l'escocès Robert Davidson a Aberdeen el 1837 i rebia el subministrament elèctric de bateries galvàniques. Davidson més tard va fer una locomotora elèctrica anomenada Galvani el 1841. Va ser provada a Escòcia el setembre de 1842 però estava energèticament limitada.
El primer tren de passatgers va ser presentat per Werner von Siemens a Berlín el 1879. La locomotora tenia una potència de 2.2 kW i el tren complet arribava a un màxim de 13 km/h. Durant quatre mesos portà uns 90.000 passatgers en un circuit circular de 300 metres. Una dinamo estacionària li subministrava l'electricitat.
El primer tram electrificat del món va ser establert a Lichterfelde prop de Berlín el 1881. Va ser construït per Werner von Siemens.
A Gran Bretanya es van establir ferrocarrils elèctrics el 1883 a Brighton, als Estats Units el 1888.
A les àrees urbanes els túnels, cada vegada més freqüents, feien que el fum fos nociu pels passatgers i això va impulsar l'electrificació.
Es considera a Kálmán Kandó un enginyer hongarès com el pare del tren elèctric, ja que el 1894 va desenvolupar motors de corrent altern de tres fases i generadors per a locomotores. El 1915 formulà el principi que un sistema electrificat de tren només podia funcionar amb èxit si utilitza la freqüència estàndard de la xarxa pública.
A Europa l'electrificació va ser prioritària en zones muntanyenques on el carbó no era fàcil de proporcionar i en canvi l'energia hidroelèctrica sí. A la dècada del 1960 es van electrificar la majoria de les línies europees. En canvi als Estats Units l'electrificació va entrar en declivi quan varen introduir-se els motors dièsel. A la dècada de 1980 hi hagué una revifalla de l'electrificació amb l'arribada dels trens d'alta velocitat.
El 2 de setembre del 2006 una locomotora Siemens Electric estàndard Eurosprinter ES64-U4 va arribar al rècord de 357 km/h.

## Tipus de locomotores elèctriques

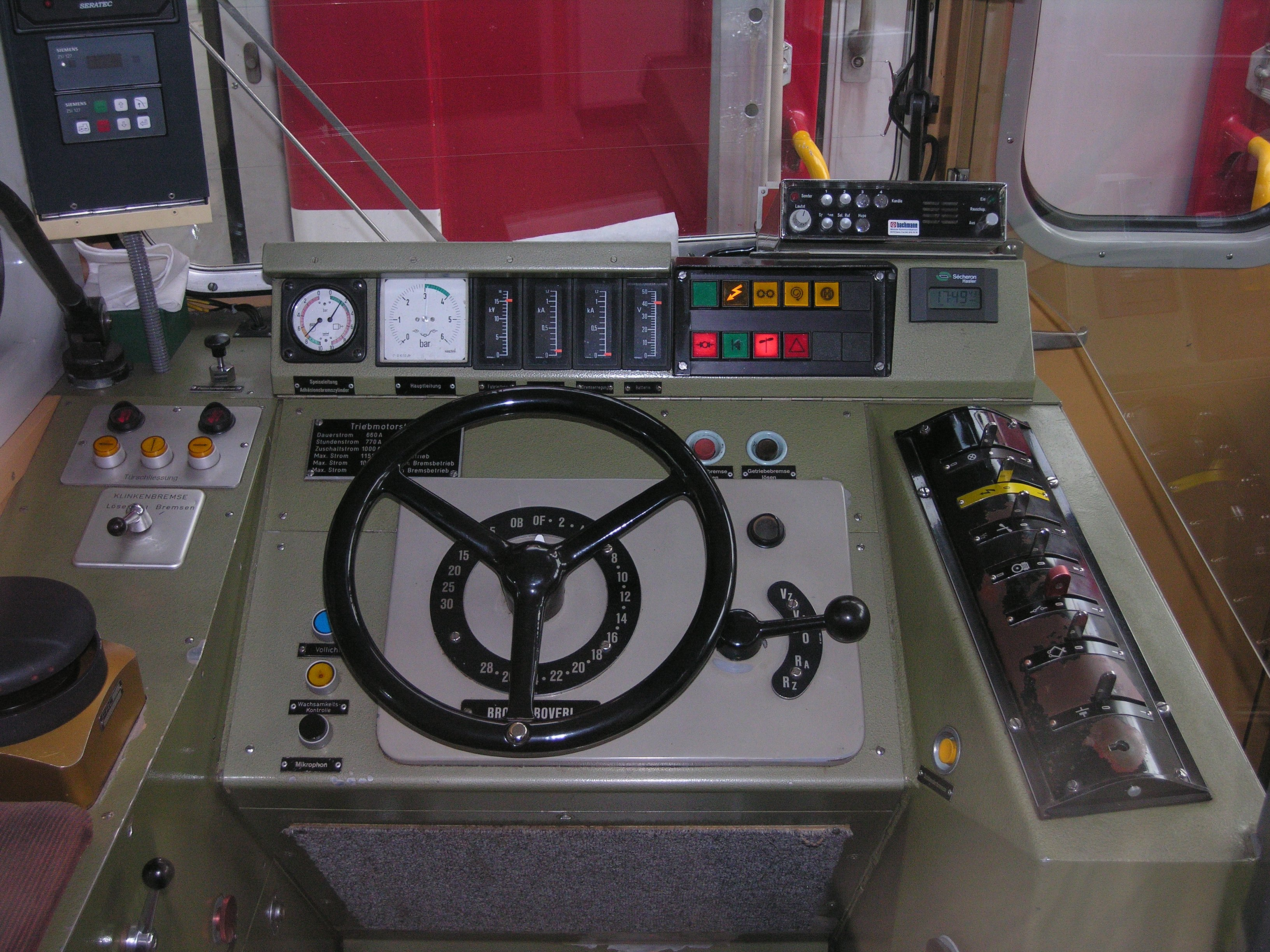
Cabina de controls d'una locomotora elèctrica del 2006.

El subministrament d'electricitat pot provenir de sistemes de bateries recarregables o supercondensadors o bé d'una font estacionària com el tercer rail o línies per sobre del tren. Això contrasta amb les locomotores dièsel que combinen un sistema dièsel a bord amb un sistema de bateries.
En les locomotores elèctriques les característiques de disseny distintives són:
- El tipus d'energia elèctrica utilitzat (corrent altern o corrent continu).
- El mètode d'emmagatzemament (bateries, supercondensadors) o de transmissió d'energia.
- El sistema d'acoblament mecànic.